# Schwanden, Glarus
Schwanden är en ort i kommunen Glarus Süd i kantonen Glarus i Schweiz. Den är kommunens huvudort och ligger vid floderna Linth och Sernfs sammanflöde, cirka 5 kilometer söder om Glarus. Orten har 2 501 invånare (2024). Schwanden omnämns första gången år 1240 som de swando.
Orten var före den 1 januari 2011 en egen kommun, men slogs då samman med kommunerna Betschwanden, Braunwald, Elm, Engi, Haslen, Linthal, Luchsingen, Matt, Mitlödi, Rüti, Schwändi och Sool till den nya kommunen Glarus Süd.